# デイナ・イブランド
デイナ・ジェイムズ・イブランド（Dana James Eveland, 1983年10月29日 - ）は、アメリカ合衆国ワシントン州サーストン郡オリンピア出身の元プロ野球選手（投手）。左投左打。

## 経歴

### プロ入りとブルワーズ時代
2002年のMLBドラフト16巡目（全体469位）でミルウォーキー・ブルワーズに入団。
2005年7月16日のワシントン・ナショナルズ戦でメジャーデビュー。

### ダイヤモンドバックス時代
2006年11月25日にジョニー・エストラーダら3選手とのトレードで、ダグ・デービスら2選手と共にアリゾナ・ダイヤモンドバックスへ移籍した。

### アスレチックス時代
2007年12月14日、ダン・ヘイレンらとの交換要員の1人としてオークランド・アスレチックスへ移籍した。
2008年は29試合に先発して初の規定投球回数に到達、自己最多の9勝を記録した。2009年は防御率7点台と不振に終わった。

### ブルージェイズ時代
2010年2月6日に金銭トレードで、トロント・ブルージェイズへ移籍した。スプリングトレーニング中のオープン戦で好投して開幕ローテーション入りを果たしたが、防御率6点台と振るわず5月に25人枠を外れた。

### パイレーツ時代
2010年6月1日にロナルド・ウビエドとのトレードで、ピッツバーグ・パイレーツに移籍した。しかし、パイレーツでは3試合に登板しただけでDFAとなった。11月6日にFAとなった。

### ドジャース時代
2010年11月22日にロサンゼルス・ドジャースとマイナー契約を結んだ。
2011年のシーズン終盤に昇格し、5試合に先発して3勝2敗・防御率3.03だった。

### オリオールズ時代
2011年12月8日にトレードで、ボルチモア・オリオールズに移籍した。
2012年10月17日にFAとなった。

### ハンファ時代
2012年12月17日に韓国プロ野球のハンファ・イーグルスと契約した。2013年は主に先発として起用され6勝14敗で、ハンファが最下位に低迷したこともあり韓国プロ野球の最多敗戦投手となり、同年限りで自由契約となった。

### メッツ時代
2014年2月18日にニューヨーク・メッツとマイナー契約を結んだ。開幕後はAAA級ラスベガス・フィフティワンズで12試合に登板し、4勝1敗・防御率3.91だった。6月1日にメッツとメジャー契約を結んだ。オフに、FAとなった。

### ブレーブス時代
2015年1月20日にボストン・レッドソックスとマイナー契約を結ぶ。6月5日に契約破棄条項を行使して自由契約となり、7日にアトランタ・ブレーブスとマイナー契約を結ぶ。11日にメジャー契約となり25人枠入りする。10試合に登板し0勝1敗・防御率5.40の成績で、7月6日にDFAとなり、翌7日にFAとなる。21日にオリオールズとマイナー契約を結んだが、9月16日にFAとなる。11月には第1回WBSCプレミア12にアメリカ合衆国代表として出場した。

### レイズ時代
2015年12月18日にタンパベイ・レイズとマイナー契約を結んだ。
2016年は開幕25人枠入りした。6月15日にDFAとなり、18日に40人枠を外れる形で傘下のAAA級ダーラム・ブルズへ配属された。その後、6月28日に再びメジャー契約を結んで25人枠入りして4試合に登板したが結果を残せず、7月6日に再度DFAとなった。9月12日に3度目のメジャー契約を結んでアクティブ・ロースター入りした。度重なる契約と契約解除がありながら33試合にリリーフ登板したが、防御率9.00・WHIP2.22・与四球率7.4と大荒れの投球に終始した。10月8日にFAとなったが、31日にマイナー契約で再契約した。

### メキシカンリーグ時代
2017年5月9日、メキシカンリーグのプエブラ・パロッツと契約。

## 投球スタイル
速球が平均89mph（約143.2km/h）程度と球威があまり無い割には与四球率が高く、メジャーでは安定した成績を残せていない。

## 詳細情報

### 年度別投手成績
| 年 度     | 球 団     | 登 板 | 先 発 | 完 投 | 完 封 | 無 四 球 | 勝 利 | 敗 戦 | セ 丨 ブ | ホ 丨 ル ド | 勝 率 | 打 者 | 投 球 回 | 被 安 打 | 被 本 塁 打 | 与 四 球 | 敬 遠 | 与 死 球 | 奪 三 振 | 暴 投 | ボ 丨 ク | 失 点 | 自 責 点 | 防 御 率 | W H I P |
| --------- | --------- | ----- | ----- | ----- | ----- | -------- | ----- | ----- | -------- | ----------- | ----- | ----- | -------- | -------- | ----------- | -------- | ----- | -------- | -------- | ----- | -------- | ----- | -------- | -------- | ------- |
| 2005      | MIL       | 27    | 0     | 0     | 0     | 0        | 1     | 1     | 1        | 7           | .500  | 146   | 31.2     | 40       | 2           | 18       | 3     | 1        | 23       | 1     | 0        | 21    | 21       | 5.97     | 1.83    |
| 2006      | MIL       | 9     | 5     | 0     | 0     | 0        | 0     | 3     | 0        | 0           | .000  | 141   | 27.2     | 39       | 4           | 16       | 2     | 5        | 32       | 2     | 0        | 25    | 25       | 8.13     | 1.99    |
| 2007      | ARI       | 5     | 1     | 0     | 0     | 0        | 1     | 0     | 0        | 0           | 1.000 | 28    | 5.0      | 8        | 0           | 5        | 0     | 0        | 3        | 1     | 0        | 8     | 8        | 14.40    | 2.60    |
| 2008      | OAK       | 29    | 29    | 1     | 0     | 0        | 9     | 9     | 0        | 0           | .500  | 737   | 168.0    | 172      | 10          | 77       | 2     | 12       | 118      | 6     | 1        | 82    | 81       | 4.34     | 1.48    |
| 2009      | OAK       | 13    | 9     | 0     | 0     | 0        | 2     | 4     | 0        | 0           | .333  | 221   | 44.0     | 70       | 4           | 26       | 1     | 0        | 22       | 2     | 0        | 39    | 35       | 7.16     | 1.91    |
| 2010      | TOR       | 9     | 9     | 0     | 0     | 0        | 3     | 4     | 0        | 0           | .429  | 213   | 44.2     | 57       | 4           | 27       | 1     | 2        | 21       | 3     | 0        | 35    | 32       | 6.45     | 1.89    |
| 2010      | PIT       | 3     | 1     | 0     | 0     | 0        | 0     | 1     | 0        | 0           | .000  | 49    | 9.2      | 15       | 0           | 5        | 1     | 2        | 3        | 1     | 0        | 9     | 9        | 8.38     | 2.07    |
| '10計     | PIT       | 12    | 10    | 0     | 0     | 0        | 3     | 5     | 0        | 0           | .375  | 262   | 54.1     | 72       | 4           | 32       | 2     | 4        | 24       | 4     | 0        | 44    | 41       | 6.79     | 1.91    |
| 2011      | LAD       | 5     | 5     | 0     | 0     | 0        | 3     | 2     | 0        | 0           | .600  | 118   | 29.2     | 28       | 1           | 6        | 0     | 2        | 16       | 0     | 0        | 10    | 10       | 3.03     | 1.15    |
| 2012      | BAL       | 14    | 2     | 0     | 0     | 0        | 0     | 1     | 0        | 0           | .000  | 145   | 32.1     | 32       | 3           | 13       | 3     | 5        | 18       | 0     | 0        | 18    | 17       | 4.73     | 1.39    |
| 2014      | NYM       | 30    | 0     | 0     | 0     | 0        | 1     | 1     | 1        | 2           | .500  | 115   | 27.1     | 24       | 2           | 6        | 1     | 4        | 27       | 0     | 0        | 8     | 8        | 2.63     | 1.10    |
| 2015      | ATL       | 10    | 0     | 0     | 0     | 0        | 0     | 1     | 0        | 1           | .000  | 18    | 3.1      | 5        | 1           | 3        | 1     | 0        | 4        | 1     | 0        | 2     | 2        | 5.40     | 2.40    |
| 2016      | TB        | 33    | 0     | 0     | 0     | 0        | 0     | 1     | 0        | 3           | .000  | 119   | 23.0     | 32       | 3           | 19       | 3     | 3        | 21       | 0     | 0        | 23    | 23       | 9.00     | 2.22    |
| MLB：11年 | MLB：11年 | 187   | 61    | 1     | 0     | 0        | 20    | 28    | 2        | 13          | .417  | 2050  | 446.1    | 522      | 34          | 221      | 18    | 36       | 308      | 17    | 1        | 280   | 271      | 5.46     | 1.66    |

- 2017年度シーズン終了時

### 背番号
- 37（2005年 - 2006年、2011年 - 2013年）
- 39（2007年）
- 35（2008年 - 同年途中）
- 30（2008年途中 - 2010年途中）
- 59（2010年途中 - 同年終了）
- 61（2014年）
- 56（2015年）
- 51（2016年）

### 代表歴
- 2015 WBSCプレミア12 アメリカ合衆国代表